# جبل شاباني
جبل شاباني  من جبال العراق الواقعة في محافظة دهوك في بلدة زاخو ناحية باطوفا في اقليم كردستان العراق، ارتفاع الجبل يصل إلى 1300 متر.
وتكثر في ناحية باطوفة المواقع التاريخية والاثرية وسجلت دائرة آثار دهوك حوالي (15) موقعاً اهمها:-
- قلعة شاباني الشهيرة من قمم الجبل.
- قلعة كشان.
- قلعة بيجوانى.

## عشيرة
کوللی أو گوللی بالكوردية .

## الارتفاع الجبل
1300 متر عن سطح البحر

## تاريخ الجبل والقلعة
اتخذ الأكراد الذين ثاروا ضد المحتلين الإنكليز في شهر أب 1919م من قلعة شاباني مقرا عسكريا لهم وموقعا يشنون منهُ الهجمات على جيوش الاحتلال، وبالقرب من القلعة اسقطوا طائرة إنكليزية خلال المعارك التي جرت في «ملا عربي» بالقرب من شاباني.